# Christian Methodist Episcopal Church
Die Christian Methodist Episcopal Church (CME) ist eine christliche Kirche in methodistischer Tradition mit hauptsächlich afroamerikanischen Mitgliedern.

## Verbreitung
Die Christian Methodist Episcopal Church hat 800'000 Mitglieder in den Vereinigten Staaten und hat Missionen und Schwesternkirchen in Haiti, Jamaika, Ghana, Liberia und Nigeria.

## Geschichte
Die CME wurde 1870 als vor allem afroamerikanische Denomination gegründet, als mehrere methodistische Prediger ihre eigenen afroamerikanischen Bischöfe und Prediger ordinieren wollten, ohne auf die Einwilligung von Amerikanern mit weißer Hautfarbe angewiesen zu sein. Anfangs nannten die afroamerikanischen Kirchengründer ihre Kirche Colored Methodist Episcopal Church. Dieser Kirchename blieb bis in die Mitte der 50er des 20. Jahrhunderts bestehen.
CME besitzt ein Verlagsgebäude in Memphis (Tennessee). In Jackson, Tennessee, gehört das Lane College und in Fairfield, Alabama das Miles College zur Kirche.

## Lehre und Praxis
Lehre und Praxis entsprechen den Methodistischen und Wesleyanischen Kirchen.

## Kirchenstruktur
Die Kirchenstruktur entspricht im Wesentlichen der von methodistischen Kirchen.
Oberste Instanz ist die General Conference, die alle vier Jahre zusammentritt und paritätisch aus Geistlichen und Laien zusammengesetzt ist, die von den Jahreskonferenzen der bischöflichen Distrikte gewählt werden.
Die Bischöfe werden von der General Conference gewählt und stehen den 10 Jahreskonferenzen vor. Die Gemeinschaft der Bischöfe ist die Exekutive der Kirche.

## Ökumene
Die Christian Methodist Episcopal Church ist Mitglied im National Council of Churches of Christ, im Weltrat methodistischer Kirchen und im Weltkirchenrat.
Die CME ist seit vielen Jahren mit der African Methodist Episcopal Zion Church in Fusionsgesprächen, um eine gemeinsame Kirche zu bilden. 2004 scheiterte diese Fusion vorerst – unter anderem an der Einigung auf einen gemeinsamen Namen.
Abendmahlsgemeinschaft besteht mit den Mitgliedskirchen der Churches Uniting in Christ.